# Mehanički učinak električne struje
Ako kroz vodič prolazi električna struja, oko vodiča stvara se magnetsko polje zbog magnetskog efekta električne struje. Ako je vodič postavljen u magnetsko polje tako da struja teče u pravcu okomitom na tok magnetskih silnica, zbog međusobnog odbijanja istoimenih polova i privlačenja suprotnih, polovi magneta djelovat će mehaničkom silom na vodič u smjeru koji se može odrediti po pravilu lijeve ruke prema slici desno.
Ako se među polove magneta umetne petlja ili namotaj, one stranice petlje ili namotaja koje su okomite na smjer silnica bit će odbijene od jednog i istovremeno privučene prema drugom magnetskom polu, tj. na petlju će djelovati par sila koji uzrokuje zakretanje petlje ili namotaja. Učvrstimo li petlju ili namotaj na neku osovinu na prikladan način, prolazak struje kroz petlju proizvest će okretanje osovine. Pri tome treba na prikladan način privesti i odvesti struju petlji koja se okreće, iz mirujućeg izvora struje.
Pokazalo se da će sila na petlju biti to veća, što je jače polje u kome se petlja nalazi i što je jača struja kroz petlju.
Zbog okretanja, u petlji se po principu indukcije prilikom gibanja u magnetskom polju stvara inducirani protu-napon suprotan onome koji tjera struju kroz petlju, te smanjuje jakost struje kroz petlju, stvarajući na taj način tzv. induktivni otpor.  Taj je veći kad je jače magnetsko polje i brže okretanje petlje. Primijetimo, da se induktivni otpor ne može zbrajati na uobičajeni način (skalarno) s omskim otporom u električnim sustavima, nego samo vektorskim (geometrijskim) zbrajanjem.
Provjerom smjera sile u gornjem i u donjem vodiču petlje po pravilu lijeve ruke (sika desno), vidimo da polovi magneta na petlju djeluju parom sila koji nastoji okrenuti gornji vodič petlje u lijevo, a donji u desno, tj. okrenuti petlju.
Drugo tumačenje:  prema objašnjenju uz sliku, naša petlja stvara "magnetski list" s južnim polom desno i sjevernim polom lijevo od ravnine petlje. Pošto se raznoimeni polovi privlače a istoimeni odbijaju, i iz toga proizlazi da će sjeverni pol trajnog magneta privlačiti desni, južni pol petljinog magnetskog lista, a južni će ga odbijati, što proizvodi okretane petlje suprotno od kretanja kazaljke na satu. Tome doprinosi jednako takvo djelovanje polova trajnog magneta na lijevi, sjeverni pol magnetskog lista petlje. Ako se mjesto petlje primjeni zavojnica, mehanički učinak bit će daleko snažniji, osobito ako se prostor unutar zavojnice ispuni željezom koje dobro provodi magnetski tok. Na ovom se principu temelji rad svih vrsta elektromotora. Zavojnica na željeznoj jezgri, koja se okreće u magnetskom polju mirujućeg magneta (statora) u izvedbama elektromotora zove se rotor

### Poveznice
- Magnetski učinak električne struje
- Elektromagnetska indukcija